# Sutoku

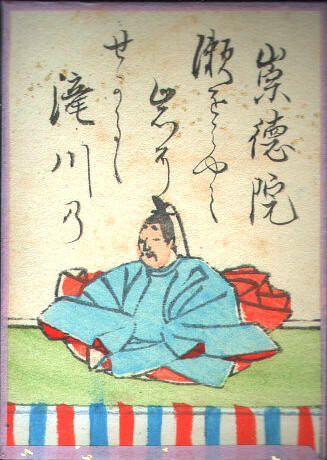
Sutoku, Illustration aus einer Hyakunin-Isshu-Ausgabe (Edo-Zeit)

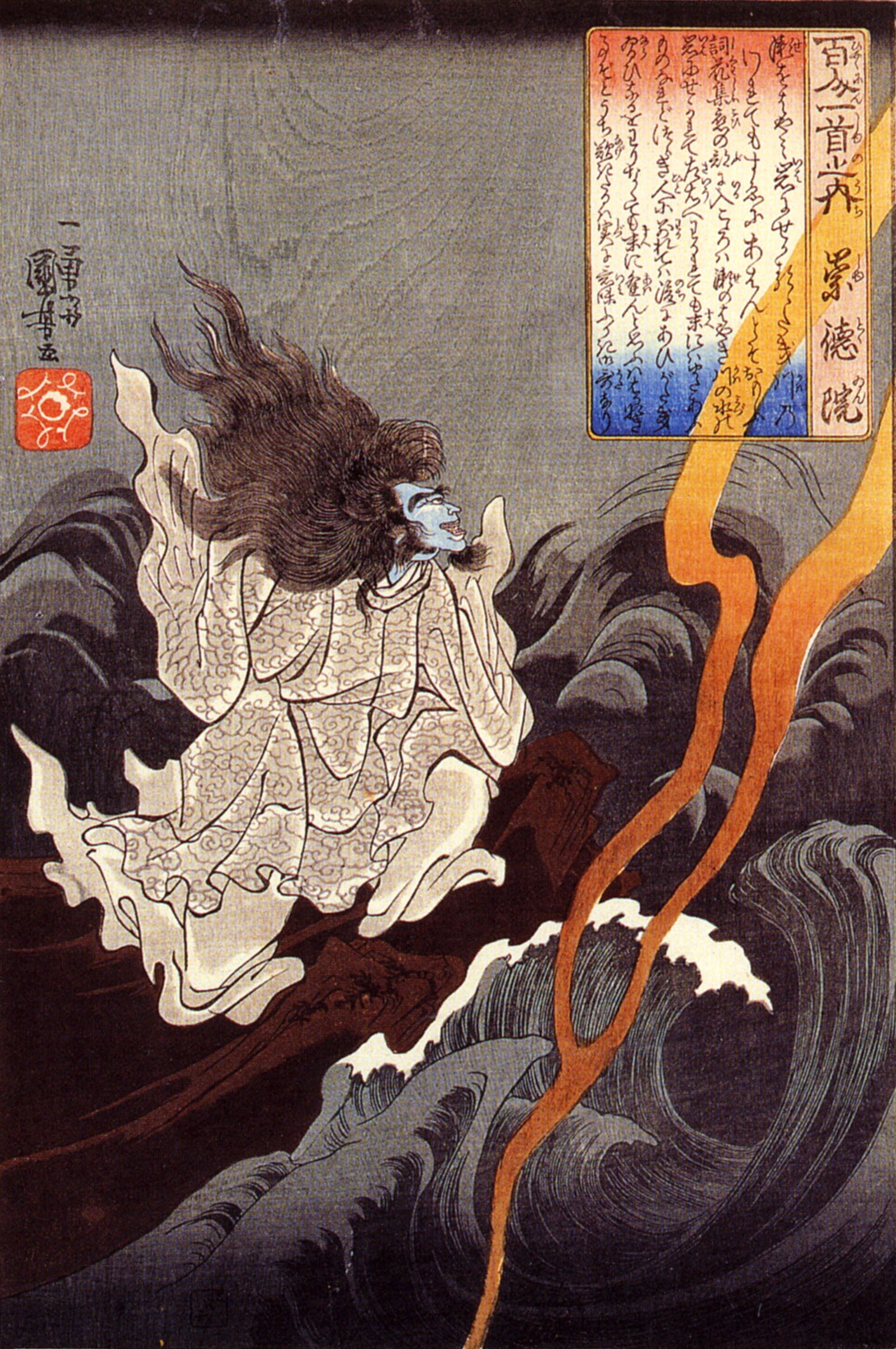
Der zornige Geist des Sutoku-tennō beschwört einen Sturm in der Provinz Sanuki herauf, Illustration von Kuniyoshi (1798–1861)

Sutoku (japanisch 崇徳天皇 Sutoku-tennō, * 7. Juli 1119 in Kyōto; † 14. September 1164 in der Provinz Sanuki) war der 75. Tennō von Japan (1123 – 5. Januar 1142). Sein Eigenname war Akihito (顕仁).

## Leben und Wiken
Kaiser Sutoku war der erste Sohn von Toba, nach anderen Quellen von Shirakawa-tennō. Nach dem Tod Shirakawas 1129 hatte Toba de facto die Regierung inne und behielt sie auch nach seiner Abdankung 1123, wie es sein Großvater getan hatte. Sutoku trat sein Amt als Tennō bereits im Alter von fünf Jahren an. Das Verhältnis zwischen Sutoku und Toba war lange Zeit nicht gut. Sutoku trat 1142 zugunsten von Konoe zurück.
Nach dem Tod des Toba-tennō 1156 stritten sich der amtierende Tennō Go-Shirakawa und sein Bruder Sutoku über die Fortsetzung der Einflussnahme der ins Kloster zurückgezogenen ehemaligen Herrscher (Insei-System) und die Kontrolle der Fujiwara-Familie über die Regentschaft. Beide Parteien warben dabei um die Unterstützung der bedeutenden Samurai-Familien der Minamoto und Taira. Sutoku begann im selben Jahr die Hōgen-Rebellion (保元の乱 Hōgen no ran), die nach schweren Kämpfen mit seiner Niederlage endete. Sutokus Verbündete Fujiwara no Yorinaga, Minamoto no Tameyoshi und Taira no Tadamasa wurden getötet. Minamoto no Tametomo überlebte das Schlachtfeld und wurde zur Flucht gezwungen. Minamoto no Yoshitomo wurde nach dem Tode seines Vaters Oberhaupt der Minamoto und etablierte zusammen mit Taira no Kiyomori diese beiden Samurai-Familien als bedeutsame neue politische Kräfte in Kyōto.
Sutoku wurde in die Provinz Sanuki auf Shikoku verbannt, wo er 1164 starb. Sein Mausoleum steht auf dem Berg Shiramine in der Nähe von Sakaide (Präfektur Kagawa).